# Championnat d'Irlande du Nord de football 1956-1957
Navigation
Édition précédente Édition suivante
Le 56e Championnat d'Irlande du Nord de football se déroule en 1956-1957. Après avoir terminé deux fois dauphin de Linfield FC et emmené par son formidable buteur, Jimmy Jones, Glenavon FC remporte son deuxième  titre de champion d’Irlande du Nord. 
N’étant pas en reste, Glenavon s’empare aussi de la Coupe d’Irlande du Nord et réalise ainsi le doublé.
Avec 33 buts marqués, Jimmy Jones de Glenavon FC remporte le titre de meilleur buteur de la compétition. C’est la cinquième et dernière fois qu’il finit en tête du classement des buteurs.

## Les 12 clubs participants
- Ards Football Club
- Bangor Football Club
- Ballymena United Football Club
- Cliftonville Football Club
- Coleraine Football Club
- Crusaders Football Club
- Derry City Football Club
- Distillery Football Club
- Glenavon Football Club
- Glentoran Football Club
- Linfield Football Club
- Portadown Football Club

## Classement
| Rang | Équipe           | Pts | J  | G  | N | P  | Bp | Bc | Diff |
| ---- | ---------------- | --- | -- | -- | - | -- | -- | -- | ---- |
| 1    | Glenavon FC      | 35  | 22 | 16 | 3 | 3  | 71 | 22 | +49  |
| 2    | Linfield FC      | 34  | 22 | 14 | 6 | 2  | 67 | 32 | +35  |
| 3    | Glentoran FC     | 30  | 22 | 13 | 4 | 5  | 56 | 39 | +17  |
| 4    | Ards FC          | 28  | 22 | 12 | 4 | 6  | 65 | 34 | +31  |
| 5    | Coleraine FC     | 25  | 22 | 11 | 3 | 8  | 54 | 51 | +3   |
| 6    | Distillery FC    | 22  | 22 | 9  | 4 | 9  | 47 | 62 | -15  |
| 7    | Bangor FC        | 20  | 22 | 7  | 6 | 9  | 47 | 44 | +3   |
| 8    | Crusaders FC     | 20  | 22 | 9  | 2 | 11 | 38 | 46 | -8   |
| 9    | Derry City FC    | 19  | 22 | 8  | 3 | 11 | 41 | 52 | -11  |
| 10   | Portadown FC     | 16  | 22 | 5  | 6 | 11 | 47 | 66 | -19  |
| 11   | Ballymena United | 9   | 22 | 3  | 3 | 16 | 35 | 72 | -37  |
| 12   | Cliftonville FC  | 6   | 22 | 2  | 2 | 18 | 31 | 79 | -48  |

|  | Champion d'Irlande du Nord |
|  | Relégation                 |

### Meilleur buteur
- Jimmy Jones, Glenavon FC 33 buts

## Bilan de la saison
| Tableau d'Honneur                         |             |
| Compétition                               | Vainqueur   |
| Championnat d'Irlande du Nord de football | Glenavon FC |
| Coupe d'Irlande du Nord de football       | Glenavon FC |

| Promotions et relégations |       |
| Relégués                  | Aucun |
| Promus                    | Aucun |